# Фудбалски савез Републике Чешке
Фудбалски савез Чешке Републике (чеш. Fotbalová asociace České republiky; FAČR) је највиша фудбалска организација Чешке Републике, која руководи развојем фудбалског спорта, организовањем такмичења у земљи и води бригу о фудбалским репрезентацијама Чешке Републике. Седиште савеза је у Прагу, а тренутни председник савеза је Мирослав Пелта.

## Историја
Први фудбалски савез Чешке је основан 1901. године. Током периода Чехословачке звао се Фудбалски савез Чехословачке, а након распада Чехословачке савез је узео име Чешко-Моравски фудбалски савез (чеш. Českomoravský fotbalový svaz). Тај назив је 26. јуна 2011. промењен у данашњи - Фудбалски савез Чешке Републике. Чланом Светске фудбалске федерације ФИФА постао је 1907, а Европске фудбалске уније УЕФА 1954. године.

## Председници
| Председник          | Време                                          |
| ------------------- | ---------------------------------------------- |
| Франтишек Хваловски | 1993. - 17. јун 2001.                          |
| Јан Обст            | 17. јун 2001 — 21. октобар 2005.               |
| Павел Мокри         | 21. октобар 2005 — 27. јун 2009.               |
| Иван Хашек          | 27. јун 2009 — 26. јун 2011.                   |
| Далибор Кучера      | Као потпредседник водио савез до нових избора. |
| Мирослав Пелта      | 17. новембар 2011. - тренутно                  |

## Такмичења
Фудбалска лигашка такмичења на нивоу Чешке Републике организована су на следећи начин:
Мушкарци
- Прва лига Чешке Републике (Gambrinus liga – 16 клубова)
- Друга лига Чешке Републике (2. česká fotbalová liga – 6 клубова)
- Трећа лига: Чешка и Моравско-Шлеска лига (2 групе, ČFL - 18 клубова; MSFL - 16 клубова)
- Четврта лига Чешке Републике (Divize – 5 група са по 16 клубова)
- Фудбалске лиге млађих категорија

Жене
- Прва женска лига Чешке Републике (1. liga žen 8 клубова)

Куп такмичења
- Фудбалски куп Чешке Републике за мушкарце
- Фудбалски куп Чешке Републике за жене
- Суперкуп Чешке Републике

## Статистика
Комплетна активност бављена фудбалским спортом на територији ФС Чешке Републике се обавља са укупно:
- регистрованих фудбалских клубова 4.108
- регистрованих играча 686.257
- нерегистрованих играча: 354.100